# Trichomyia coronula
Trichomyia coronula är en tvåvingeart som beskrevs av Duckhouse 1978. Trichomyia coronula ingår i släktet Trichomyia och familjen fjärilsmyggor. Inga underarter finns listade i Catalogue of Life.